# Татунг ФК
Татунг ФК (на китайски: 北市大同; на английски: Tatung F.C.) е тайвански футболен клуб от столицата Тайпе.
Състезават се във висшата лига на Тайван. Мачовете си играят на „Градския стадион“, Тайпе с капацитет 20 000 зрители.

## История
Клубът е свързан с едноименната електронна компания в Тайпе „Татунг Къмпани“. Основан през 1969 г. от работници в завода. Това е единственият и най-стар клуб на полупрофесионалисти, собственост на частна компания; по-голямата част от клубните играчи работят сутрин във фабриката и тренират, и играят следобед и вечер.
Треньорът на отбора Чиан Му-цай е истинска легенда в страната. За първи път поема клуба през 1988 година. Под неговото ръководство отборът печели 2 пъти шампионата (2005 и 2006 г.), а в периода 1994-2000 г., а след това през 2012-а той води и националния отбор.
Клубът печели шампионата на Тайван пет пъти. През 2006 г. „Татунг“ до 1/2 финалите за Купата на президента на АФК през 2006 г., спрян от таджикския клуб „Вахш (Курган Тюбе)“..

## Успехи
- Тайванска Премиер лига:
  -  Шампион (3): 2017, 2018, 2019
- Интерсити Футбол Лийг:
  -  Шампион (2): 2007, 2013
    -  Сребърен медал (2): 2008, 2011
- Ентърпрайз Футбол Лийг:
  -  Шампион (2): 2005, 2006
    -  Сребърен медал (9): 1992, 1995, 1996, 1997, 1999, 2001, 2002, 2003, 2004
- Купа CTFA:
  -  Носител (3): 1990, 1996, 2005
- Купа на президента:
  -  Носител (2): 1997, 1998

### Международни
- Peace Invitational Challenge Cup:
  -  Носител (1): 2006
- World Chinese Cup Invitational Championship:
  -  Носител (1): 2005
- Hawaii Challenge Cup:
  -  Носител (1): 2005